# A∴A∴
A∴A∴ – magiczny zakon stworzony przez Aleistera Crowleya po opuszczeniu przez niego Hermetycznego Zakonu Złotego Brzasku.
Jest to zakon magiczny, którego celem jest poszukiwanie wiedzy i oświecenia. Poddany silnym wpływom Aleistera Crowleya i jego "Liber AL vel Legis" ("Księgę Prawa"). Mottem zakonu są prawa Thelemy, "Metoda nauki, cel religii".
Istnieje wiele odłamów zakonu A∴A∴, które przetrwały do dziś, których pochodzenie może zostać prześledzone aż do założycieli – Aleistera Crowleya i George'a Cecila Jonesa. Otaczająca jednak wszystkie zakony tajemnica sprawia, iż trudno określić czy którykolwiek z odłamów jest prawdziwym następcą pierwotnego A∴A∴.
Nazwa A∴A∴ bywa interpretowana m.in. jako Argentum Astrum (łacińska nazwa "Srebrna Gwiazda") lub Astron Argon (Άστρον Αργόν, gr. "Srebrna Gwiazda").

## Członkostwo
A∴A∴ jest unikalne w tym, iż jego członkowie oficjalnie znają tylko osoby bezpośrednio nad nimi, i im podległe. W przeciwieństwie np. do OTO nie istnieją tu regularne rytuały grupowe (w czasie tych nielicznych, inicjacyjnych, tożsamość wyższych stopniem członków jest ukrywana). Od członków A∴A∴ wymaga się pracy samodzielnej, jedynie w razie potrzeby zwracania się z pomocą do swego opiekuna, oraz udzielania pomocy swoim uczniom. Dzięki temu założyciele bractwa mieli nadzieję uniknąć wielu problemów politycznych, które przyniosły upadek organizacjom go poprzedzającym, takim jak Hermetyczny Zakon Złotego Brzasku. A∴A∴ twierdzi, iż jest organizacją duchową, której działania skupiają się na oświeceniu ludzi, z silnym naciskiem na utrzymaniu łańcucha inicjacji pomiędzy nauczycielem a uczniem.
Wszyscy członkowie A∴A∴ muszą wykonywać różne zadania z których najważniejsze to:
- Odkrycie swojej Prawdziwej Woli i życie zgodnie z nią.
- Akceptacja "Księgi Prawa" jako wyłącznego przewodnika w życiu.
- Przyjęcie, iż "Słowem prawa jest Thelema" a także, iż "Miłość jest prawem, miłość podług woli".
- Akceptacja autorytetu Wielkiej Bestii i Szkarłatnej Kobiety jako oficerów nowego eonu.
- Uznanie Ra-Hoor-Khuita za Pana Eonu, i praca nad tym, by ustanowić jego władzę na ziemi.
- Osiągnięcie mistycznego stanu znanego wśród thelemitów jako "Wiedza i Konwersacja Świętego Anioła Stróża".
- Przekroczenie Otchłani[1].

## Struktura inicjacyjna
A∴A∴ składa się z jedenastu stopni podzielonych na stopnie przygotowawcze, i trzy Zakony Inicjacyjne.

### Stopnie poza Zakonem

#### Uczeń
Jego zadaniem jest uzyskanie wiedzy o głównych systemach mistycznych, opisanych w wyznaczonych księgach. Pod koniec ustalonego czasu (wynoszącego na ogół 3 miesiące), student przechodzi egzamin, po nim zaś rytuał w trakcie którego wysłuchuje Lekcję Historii, Liber Causae sub figura LXI, by następnie uzyskać pierwszy tytuł - Nowicjusz (zwany potocznie Probantem).

#### Nowicjusz
(0°=0°): Ten stopień istnieje głównie po to, by kandydat mógł dowieść, iż jest w stanie wykonywać Wielkie Dzieło, oraz aby przygotować go do inicjacji do właściwego A∴A∴. Jego głównym zadaniem jest rozpoczęcie takich praktyk, jakie uzna za stosowne, przy czym musi zacząć prowadzić swój Magiczny Dziennik i prowadzić go przez okres roku. Poprzez to ma on uzyskać "naukową wiedzę swojej naturze i mocach". Crowley pisał też, iż Nowicjusz musi zademonstrować pewien rozsądny poziom biegłości w podstawowych praktykach Zakonu (opisanych w Liber E i Liber O). Ma to na celu upewnienie się, iż wraz z jego awansem, nowo mianowany Neofita posiadał będzie wystarczające doświadczenie by prowadzić swoich własnych Nowicjuszy w ich nauce. Inicjacja na następny stopień może się odbyć po czasie co najmniej jednego roku, poprzez rytuał zawarty w nieopublikowanej Liber Throa, lub też samoinicjację przez Liber Pyramidos.

### Zakon G∴D∴(Złotego Brzasku - Golden Dawn)

#### Neofita
(1°=10°): Nazwa tego stopnia wywodzi się z greckiego słowa νεόφυτος, oznaczającego świeżo zasadzony. Stopień Neofity jest pierwszym, w którym ma miejsce prawdziwa inicjacja, a kandydat przygotowany jest do dalszego rozwoju. Neofita otrzymuje zadanie osiągnięcia "kontroli swojej własnej natury i mocy", co osiąga poprzez nauczenie się i wykorzystanie technik Podróży Astralnych. Inicjacja na stopień Zelator może mieć miejsce co najmniej po ośmiu miesiącach, poprzez drugi rytuał, Przejście przez Duat

#### Zelator
(2°=9°): Jego głównym zadaniem to wykonania jest kompletny sukces w praktykach Asany i Pranayamy. Zaczyna on także studia nad formułą Różokrzyża. Słowo Zelator pochodzi z greckiego "ζήλως", oznaczającego zapał, gorliwość. To odniesienie do budujących energię ćwiczeń, które charakteryzują główne zadania tego stopnia. Celem tego stopnia jest "osiągnięcie kontroli nad fundamentami swojej osoby", co jest odniesieniem do Sefiry Yesod, której tytułem jest fundament. Nadanie kolejnego stopnia, jest czynnością wyłącznie administracyjną i może być wykonana w dowolnym momencie.

#### Practicus
(3°=8°): Wymaga się od niego by ukończył swój trening intelektualny, głównie studia nad Kabałą. Tytuł stopnia sugeruje praktyczne wykorzystanie umiejętności zdobytych w poprzednich stopniach. Practicus musi "uzyskać kontrolę nad swoim niezdecydowaniem", co znaczy, że musi nauczyć się kontrolować swój umysł i umieć skupiać myśli, słowa i czyny na jednym celu. Przejście na kolejny stopień jest również czynnością tylko administracyjną.

#### Philosophus
(4°=°7): Musi ukończyć swój trening moralny. Sprawdzane jest jego oddanie się sprawom Zakonu. Stopień ten głównie podkreśla adorację różnych bóstw, jak opisane jest w Liber Astarte. Cel opisuje poniższe stwierdzenie: Philosophus szuka możliwości "przejęcia kontroli nad tym, co go przyciąga i odpycha". Wysiłek ten ukierunkowany jest głównie ku przekraczaniu tego co się lubi i nie lubi, zaprzeczaniu własnej moralności itd. Celem jest przełamanie zdefiniowanej idei siebie samego i osiągnięcie perspektywy perfekcyjnie spokojnego umysłu. Nominacja na następny stopień, Dominus Liminus, dokonuje się w momencie opanowania do perfekcji tego procesu; jest ona jedynie formalna.

#### Dominus Liminis
(łącznik pomiędzy zakonami): Stopień Dominus Liminis jest "mostem, który łączy zewnętrzny Zakon G∴D∴, umieszczony w Yesod, z Zakonem R∴C∴, umieszczonym w Tiphareth. Praca Dominus Liminis rozszerza i udoskonala tę wykonywaną na poprzednich stopniach, łącząc ją w spójną całość. Samo kontrola Neofity, energia Zelatora, ukierunkowanie Practisusa i bierność Philosophusa zostają złączone razem, i zwrócone ku pracy wzmocnienia i przemiany swoich aspiracji. W rzeczy samej, celem tego stopnia jest "pozyskać kontrolę nad swoimi aspiracjami". Tytuł "Dominus Liminis" jest kolejnym odbiciem tej aspiracji: oznacza on "próg Pana", odnośnik do faktu, że na następnym stopniu wtajemniczenia ta aspiracja zostanie zwrócona w stronę osiągnięcia Wiedzy i Konwersacji Świętego Anioła Stróża.

### Zakon R∴C∴(Różokrzyż, Rose-Cross)

#### Adeptus Minor
(Adept Mniejszy) (5°=6°): Stopień Adeptus Minor jest głównym wątkiem instrukcji A∴A∴ scharakteryzowany jest przez Osiągnięcie Wiedzy i Konwersacji Świętego Anioła Stróża. Zadaniem Adeptusa Minora jest oznajmianie piękna Zakonu całemu światu, w sposób jaki uznają jego przełożeni, a jego geniusz mu podpowie.

#### Adeptus Major
(Adept Większy) (6°=5°): Jego zadaniem jest używać Mocy Magicznych by wspierać autorytet swego opiekuna. Osiąga ufność w swe siły, wiedzę o poprawnym używaniu Mocy oraz autorytet, dzięki któremu może kierować niższymi stopniami.

#### Adeptus Exemptus
(7°=4°): Adept musi przygotować i opublikować tezę omawiającą jego wiedzę o Wszechświecie, oraz jego propozycje na jego rozwój i postęp. Stanie się w ten sposób znany jako lider pewnej szkoły myślowej. Musi osiągnąć wszelkie poziomy medytacji, a także powinien być przygotowany do zauważenia, że jedyną możliwą dla niego drogą jest oddać się całkowicie pomaganiu innym ludziom w ich oświeceniu.

#### Dziecko Otchłani
(łącznik pomiędzy R∴C∴ a S.S.): Dziecko Otchłani nie jest stopniem we właściwym rozumieniu tego słowa, lecz raczej momentem przejścia pomiędzy dwoma Zakonami. Tutaj dokonuje się zniszczenie wszelkich granic, które składają się na jego osobowość lub przedstawiają Kosmos, rozwiązanie wszelkich złożoności na ich elementy, wskutek czego przestają się już one mu manifestować, ponieważ rzeczy są znane tylko jako ich relacje do, i relacje na, inne rzeczy.

### Zakon S. S. (Silver Star)

#### Magister Templi
lub "Mistrz Świątyni" (ang. "Master of the Temple") (8°=3°): Jego głównym zadaniem jest doskonałe zrozumienie Wszechświata. Esencją zaś jest perfekcyjne zniszczenie tej jego osobowości, które ogranicza jego prawdziwe "ja". Magister Templi jest mistrzem mistycyzmu, to znaczy, jego zrozumienie jest całkowicie wolne od wewnętrznych sprzeczności czy zewnętrznych wpływów; jego słowa ogarniają cały istniejący Wszechświat w zgodności z jego rozumem.

#### Magus
(9°=2°): Sięga ku Wiedzy, oznajmia swoje prawo, jest Mistrzem wszelkiej Magii w jej największym i najwyższym sensie. Jego Wola jest całkowicie wolna od wewnętrznych sprzeczności czy zewnętrznych sprzeciwów; jego pracą jest stworzenie nowego Wszechświata w zgodzie ze swoją Wolą.

#### Ipsissimus
(10°=1°): Jest poza możliwościami zrozumienia przedstawicieli niższych stopni. Ipsissimus jest wolny od wszelkich ograniczeń i potrzeb, żyje w perfekcyjnej zgodności z Naturą. Najwyższy stopień wtajemniczenia.